# Trichomycterus nigroauratus
Trichomycterus nigroauratus är en fiskart som beskrevs av Barbosa och Costa 2008. Trichomycterus nigroauratus ingår i släktet Trichomycterus och familjen Trichomycteridae. Inga underarter finns listade i Catalogue of Life.